# カンナムローラ・レーシングマスターMk.1
カンナムローラ・レーシングマスターMk.1は田宮模型（現・タミヤ）がレーシングマスターシリーズの第一作目として生産・販売した1/12スケールの電動ラジコンカーである。1980年発売。

## 概要
米国およびカナダを舞台に繰り広げられていたカナディアン-アメリカン・チャレンジカップレースで1979年にジャッキー・イクスのドライブによりチャンピオンカーとなったローラT333CSをベースモデルとしている。
車体には、2mm厚FRPシャーシにアルミ合金製のモーターマウントが奢られ、LSD機能付き金属製ディファレンシャル・ギアや前進専用マイクロスイッチ付きスピードコントローラー、RS-540SDブラックモーター（スプリント）、10個ものボールベアリングなどを標準装備しており、当時における田宮模型ラジコン技術の粋を結集したモデルであった。

## 車体構成
- フロントバンパーはカイダック製で、フロントメンバーには強化ナイロン樹脂製フロントアクスル＋ダイキャスト製フロントアームを装備していた。これらの装備により従来の田宮模型製レース用モデルでは不可能であったキャスター角・キャンバー角・キングピンアングルの連動調整を可能とし、より緻密なセッティングが行えるようになった。また効果を調整できる新型サーボセイバーを採用し、その取り付け位置を変更することによりアッカーマンも調整できる新機構も搭載されていた。

- 本車は、重量物である6Vまたは7.2V（ラクダ）バッテリー（別売り）を縦置きに搭載し、その周囲にスピードコントローラー、受信機、ステアリング用サーボ、スピードコントロール用サーボを配置することにより、マス集中化の徹底を図っていた。

- スピードコントローラーは、マイクロスイッチとスライド抵抗が組み合わされた前進専用・可変ブレーキ回路付きのレース専用スイッチを採用していた。特にマイクロスイッチの採用によって最高速時には大電流を最小のロスでモーターに伝えることを可能にした。

- リアメンバーには、アルミ合金製のモーターマウントにマブチモーター製「RS-540SD」通称「ブラックモーター」が標準装備されていた。このマブチモーター製「RS-540SD」通称「ブラックモーター」は、マブチモーターとタミヤがスプリントレース専用に共同開発したもので、このカンナムローラには標準で装備されていた。なお、カンナムローラ以外のユーザーからも要望が高かったため、スペアパーツNo.136「RS-540SDブラックモーターセット」としても別売されていた。当時定価は￥3,800であった。

- 前方から見て後輪左方に配置されたディファレンシャル・ギアは、アルミ合金製のケースに包まれるように密閉化されたもので、ベベルギアにいたるまで金属製でありLSD機能を有していた。このディファレンシャル・ギア内だけでもボールベアリングを4個も使用しておりフリクションロスの低減に寄与している。またリアシャフトには焼入れステンレス製の径6mmのシャフトを採用しより強度を高めた。

- 最後方にはカイダック製リアバンパーと電源スイッチボックスが配置されている。

- ボディはポリカーボネート製のものが装備される。なお、オプションとしてスペアパーツNo.145「トルネードRM-1スペアボディセット」も用意されていた。

- このカンナムローラ・レーシングマスターMk.1のオプションパーツとしては前述したもののほかに、スペアパーツNo.149「RMフロントチューンアップ用ベアリングセット」があった。このオプションパーツはフロントキングピン軸受け部分およびサーボセイバー軸受け部分に組み込むもので、これを装着した場合には合計で16個ものボールベアリングが装備されることになる。これは1/12スケール2輪駆動DDオンロードカーとしては異例の個数ともいえる。

- 姉妹車としては「フェアレディ280ZX・レーシングマスターMk.2」がある。当時定価￥15,800により金属製デフギアが省略され、モーターも「RS-540S」となっている等スペックダウンが図られていたが、カンナムローラより安価であったことから、資金に余裕の無かった小中学生から人気を得ていた。

## 主要諸元
- スケール：1/12
- 全長：400mm
- 全幅：180mm
- 全高：109mm
- ホイールベース：210mm
- フロントトレッド：140mm
- リアトレッド：133mm
- シャーシ：2mm厚FRP製ワンピースタイプ
- フロントメンバー：強化ナイロン樹脂製フロントアクスル＋ダイキャスト製フロントアーム
- リアアクスル：アルミ合金製モーターマウント兼ウイングホルダー
- フロントタイヤ／ホイール：スポンジタイヤ、強化ナイロン樹脂製ホイール
- リアタイヤ／ホイール：スポンジタイヤ、強化ナイロン樹脂製ホイール
- 駆動方式：2WD、後輪駆動
- モーター：マブチモーター製RS-540SDブラックモーター（スプリント）を標準装備
- ディファレンシャルギア：アルミ合金製ケース密閉型LSD機能付き2ベベル金属製ディファレンシャルギア
- 搭載バッテリー（別売り）：田宮の6V、7.2V（ラクダ）を縦置きで搭載
- ボディ：ポリカーボネート製カンナムローラボディ、ポリカーボネート製リアウイング装備
- 販売価格：￥26,000（当時）